# Andrea Rubio
Andrea Valentina Rubio Armas (sinh ngày 27 tháng 11 năm 1998) là một người mẫu, nhà báo đến từ Venezuela. Cô đăng quang Hoa hậu Quốc tế 2023 và trở thành Hoa hậu Venezuela thứ 9 đăng quang tại đấu trường nhan sắc này.

## Cuộc đời và sự nghiệp

### Cuộc sống và giáo dục sớm
Rubio sinh ra và lớn lên ở Caracas, Venezuela. Cha mẹ cô là Felipe Rubio và Marisela Armas. Ở tuổi 18, sau khi hoàn thành chương trình học cấp hai, cô chuyển đến Bogotá, Colombia do Cuộc khủng hoảng tại Venezuela. Rubio là một nhà báo và tốt nghiệp Đại học La Sabana ở Chía, Colombia với bằng về Truyền thông nghe nhìn và Đa phương tiện với trọng tâm là Trách nhiệm xã hội của doanh nghiệp. Cô nói được cả tiếng Anh và tiếng Tây Ban Nha. Chiều cao của cô là 1.71 mét.

## Các cuộc thi sắc đẹp
Năm 2019, sự nghiệp người mẫu của cô được củng cố khi giành chiến thắng trong chương trình thực tế, La Agencia:Batalla de Modelos, do mạng Caracol Televisión sản xuất và phát sóng ở Medellín.

### Hoa hậu Venezuela 2022
Cuối năm 2022, Rubio trở lại Venezuela để tham gia Hoa hậu Venezuela 2022, với tư cách là một trong 24 thí sinh.
Rubio thi đấu với tư cách Hoa hậu Portuguesa và giành chiến thắng Hoa hậu Venezuela 2022, được tổ chức vào ngày 16 tháng 11 năm 2022, tại Poliedro de Caracas. Rubio đã kế vị Hoa hậu Venezuela 2020, Isbel Parra của Vùng Guayana.
Trong thời gian đương nhiệm, cô là người dẫn chương trình khách mời cho tạp chí buổi sáng Portadas al Día của Venevisión và là người đồng dẫn chương trình tại Giải thưởng Âm nhạc Mỹ Latin năm 2023 cho Venezuela như một phần trong quá trình chuẩn bị cho cuộc thi Hoa hậu Quốc tế. Ngoài ra, cô còn có một số cuộc gặp gỡ và hoạt động văn hóa với các thành viên của đại sứ quán Nhật Bản tại Caracas.
Rubio cũng đã làm việc với Quỹ Chia sẻ vì Cuộc sống Colombia (Fundación Comparte por una Vida Colombia) trong 'Chiến dịch Nhân phẩm dành cho các cô gái nhập cư' (Diginidad para las niñas di cư) trong khuôn khổ 'Chương trình Tôi tự chăm sóc bản thân, tôi bảo vệ bản thân' (Programa Me Cuido, Me Protejo) và 'I Dream, I Can Program' (Programa Yo Sueño, Yo Puedo), trong quá trình gây quỹ của cung cấp và đóng góp vào giáo dục về kinh nguyệt, kỹ năng bảo vệ bản thân và giảm thiểu tác động bạo lực trên cơ sở giới của thanh thiếu niên sống ở biên giới Colombia-Venezuela, hỗ trợ người Venezuela có thu nhập thấp những cô gái trẻ nhập cư theo học tại Cơ sở giáo dục La Frontera nằm ở Villa del Rosario, Norte de Santander Sở.

### Hoa hậu Quốc tế 2023
Cô tham gia và xuất sắc đăng quang ngôi vị cao nhất, mang chiếc vương miện thứ 9 về cho Venezuela.